# قشلاق فرج حاج اورج
قشلاق فرج حاج اورج یک روستا در ایران است که در دهستان قشلاق جنوبی واقع شده‌است. قشلاق فرج حاج اورج ۴۳ نفر جمعیت دارد.